# Fórum Landi
O Fórum Landi é um projeto de extensão universitária brasileiro idealizado pelo professor-arquiteto Flávio Sidrim Nassar, administrado pela Universidde Federal do Pará, com o bjetivo de analisar e revitalizar o Centro Histórico da cidade brasileira Belém, focado nas construções arquitetônicas do arquiteto italiano Antônio José Landi (1713 - 1791), com apoio do aplicativo Remapeando-Belém.